# Muniesa
Muniesa é um município da Espanha na província de Teruel, comunidade autónoma de Aragão. Tem 130 km² de área e em 2021 tinha 571 habitantes (densidade: 4,4 hab./km²).

## Demografia
| Variação demográfica do município entre 1991 e 2004 | Variação demográfica do município entre 1991 e 2004 | Variação demográfica do município entre 1991 e 2004 | Variação demográfica do município entre 1991 e 2004 |
| --------------------------------------------------- | --------------------------------------------------- | --------------------------------------------------- | --------------------------------------------------- |
| 1991                                                | 1996                                                | 2001                                                | 2004                                                |
| 808                                                 | 756                                                 | 684                                                 | 712                                                 |